# أرمين الباكيان
أرمين الباكيان (بالأرمنية: Արմեն Էլբակյան)‏ هو مخرج وممثل أرميني (وحمل سابقاً جنسية الاتحاد السوفيتي)، ولد في 11 فبراير 1954 في يريفان في أرمينيا. من الجوائز التي نالها ميدالية موفزيس كوريناتسي.

## جوائز
- ميدالية موفزيس كوريناتسي

## وصلات خارجية
- أرمين الباكيان على موقع IMDb (الإنجليزية)